# Trichotroea semiflava
Trichotroea semiflava är en skalbaggsart som beskrevs av Stefan von Breuning 1956. Trichotroea semiflava ingår i släktet Trichotroea och familjen långhorningar. Inga underarter finns listade i Catalogue of Life.